# Sophora unifoliata
Sophora unifoliata là một loài thực vật có hoa trong họ Đậu. Loài này được (Rock) Degener & Sherff miêu tả khoa học đầu tiên năm 1951.